# Gallaba
Gallaba is een geslacht van vlinders van de familie tandvlinders (Notodontidae).

## Soorten
- G. basinipha Turner, 1931
- G. diplocycla Turner, 1931
- G. diplosticha Turner, 1944
- G. duplicata Walker, 1865
- G. dysthyma Turner, 1931
- G. eugraphes Turner, 1922
- G. eusciera Turner, 1931
- G. ochropepla Turner, 1903
- G. subviridis Turner, 1941